# Isola di Samar
Samar è un'isola facente parte delle Visayas, uno dei tre raggruppamenti principali di isole in cui sono amministrativamente suddivise le Filippine, e che si trova nella parte centrale del Paese. Con una superficie di 13.080 chilometri quadrati, l'isola di Samar è la terza delle Filippine per superficie.
L'isola è divisa in tre province: Samar, Northern Samar e Eastern Samar e, insieme alle vicine isole di Leyte e di Biliran, compongono la  regione di Visayas Orientale.
Samar è la più orientale delle Visayas e si affaccia direttamente sul Mare delle Filippine e dunque sull'Oceano Pacifico. A ovest è separata dalla grande isola di Leyte dallo stretto di San Juanico nel cui punto più stretto, che misura circa 2 km;, sorge il ponte di San Juanico che collega le due isole. 
A nord ovest Samar è separata dallo stretto di San Bernardino della lunga penisola di Bicol che si protende dalla parte meridionale dell'luzon, la più grande dell'arcipelago delle filippine.
A sud è bagnata dal golfo di Leyte, che a sua volta si apre sul mare delle Filippine, e che nel 1944 fu teatro della battaglia navale del Golfo di Leyte, considerata la più grande battaglia navale della seconda guerra mondiale e che vide opposte le flotte statunitensi e giapponesi.

## Ambiente
L'isola di Samar ospita uno dei più vasti tratti di foresta pluviale di tutto il Paese ed è caratterizzata da una grande biodiversità che vede presenti 38 specie di mammiferi di cui la metà endemiche, 215 specie di uccelli di cui più della metà endemiche, 51 specie di rettili di cui quasi il 70% endemiche e più di mille specie di piante per metà endemiche. Le foreste pluviali di Samar, tuttavia, hanno vissuto per anni un violento attacco portato dalle attività agricole e un sensibile depauperamento delle risorse animali e vegetali per scopi commerciali.
Nel novembre 2013 l'intera isola venne spazzata e devastata dalla furia distruttiva del tifone Yolanda che proprio su Samar e sulla vicina Leyte ha provocato i danni maggiori e causato molte migliaia di morti.

## Il parco naturale dell'isola di Samar
Per arginare l'impoverimento dell'ecosistema di Samar le tre provincie che compongo l'isola, Samar, Northern Samar e Eastern Samar sono state elevate allo stato di parco naturale con atto della Repubblica del 2003 firmato dall'allora Presidente delle Filippine Gloria Macapagal-Arroyo, con denominazione ufficiale di Parco naturale dell'isola di Samar (Samar Island Natural Park) Il parco si estende su una superficie di 330 300 ettari.